# Павлова (Переворський повіт)
Павлова (пол. Pawłowa) — село в Польщі, у гміні Адамівка Переворського повіту Підкарпатського воєводства.
Населення — 148 осіб (2011).

## Розташування
Село розташоване при трасі, яка проходить через Сіняву і Майдан Сінявський — № 835. Ландшафт як і у всій гміні: багато соснових борів, струмків. Близько — джерело Кобильниця, притока Любінки (права притока Сяну).

## Історія
Перше поселення виникло тут на початку XVIII ст. Назва походить нібито від одного з засновників — Павла.
У 1831 р. Павлова належала до парохії Майдан Сінявський Ярославського деканату Перемишльської єпархії, причому в Майдані з Павловим, Чапляпами і Кривим був 501 парафіянин, при церкві діяла парохіяльна школа. В 1842 р. в селі налічувалося 187 греко-католиків.
Згідно з «Географічним словником Королівства Польського» наприкінці XIX ст. село належало до Ярославського повіту Королівства Галичини і Володимирії, у Павловій було 60 будинків та 342 мешканці, у тому числі 38 римо-католиків та 304 греко-католики. Обидві громади належали до парафій села Майдан Сінявський. Село знаходилося поблизу кордону з Холмщиною, яка тоді належала Російській імперії.
У 1939 році в селі проживало 530 мешканців, з них 430 українців-грекокатоликів, 80 українців-римокатоликів і 20 євреїв. Село входило до ґміни Адамівка Ярославського повіту Львівського воєводства. Греко-католики належали до парафії Майдан Сінявський Сінявського деканату Перемишльської єпархії.
У середині вересня 1939 року німці окупували село, однак вже 28 вересня 1939 року мусіли відступити, оскільки за пактом Ріббентропа-Молотова правобережжя Сяну належало до радянської зони впливу. 27.11.1939 постановою Верховної Ради УРСР село у складі правобережної частини Ярославського повіту в ході утворення Львівської області включене до Любачівського повіту, а 17 січня 1940 року включене до Синявського району. В червні 1941, з початком Радянсько-німецької війни, Адамівка знову була окупована німцями. В липні 1944 року радянські війська оволоділи селом, а в жовтні 1944 року правобережжя Сяну зі складу Львівської області передано Польщі.
Під час Другої світової війни і конфлікту поляків з українцями село було майже знищене. Зникли цілі присілки, наприклад Криви, у якому було 40 будинків. Також була виселена до Тернопільської області УРСР українська громада — 378 осіб (86 сімей).
У 1975-1998 роках село належало до Перемишльського воєводства.

## Демографія
Демографічна структура станом на 31 березня 2011 року:
|          | Загалом | Допрацездатний вік | Працездатний вік | Постпрацездатний вік |
| -------- | ------- | ------------------ | ---------------- | -------------------- |
| Чоловіки | 74      | 16                 | 48               | 10                   |
| Жінки    | 74      | 12                 | 42               | 20                   |
| Разом    | 148     | 28                 | 90               | 30                   |